# Novagen
Novagen (eg. Novagen Software Limited) var mellan 1984 och 1991 ett brittiskt företag som skapade datorspel, först för 8-bits dator såsom Commodore 64, Atari XL, Amstrad CPC och ZX Spectrum. Senare gjorde företaget även konverteringar av sina spel till 16-bits datorerna Atari ST och Amiga. Företaget kom även långt på en konvertering av sitt spel Damocles till PC, men spelet släpptes aldrig. Mest känt är företaget för Mercenary-serien, som innehåller de tre spelen: Escape from Targ, Damocles och The Dion Crisis.